# 開發 (雜誌)
《開發》，為一份為電子遊戲產業而設的行業雜誌，在英國哈特福郡出版。這份雜誌容許任何在電子遊戲產業工作的人參與。
2017年11月，其股東新灣媒體宣佈《開發》的實體雜誌及其網站都會於2018年上半年訥入其姊妹品牌MCVUK之中。

## 外部連結
- 官方网站
- 開發論壇 （页面存档备份，存于）
- 開發100 （页面存档备份，存于）